# 에릭 (로봇)

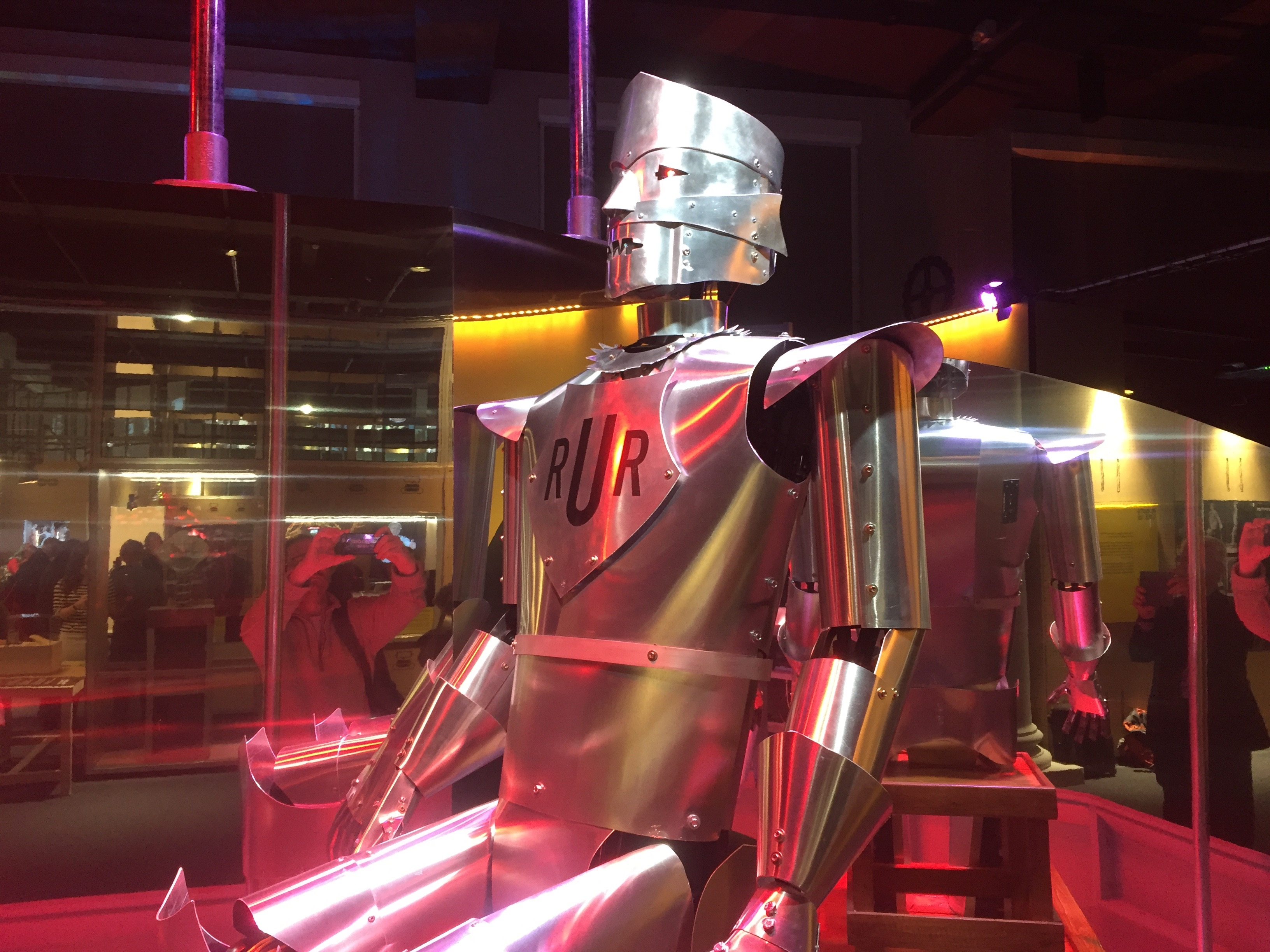
2017년 재건된 에릭

에릭(Eric)은 1928년 1차 세계대전 참전용사인 윌리엄 리차드(William Richards)와 항공 엔지니어인 알란 리펠(Alan Reffell)에 의해 만들어진 최초의 영국 로봇이다. 이 로봇은 1928년 런던의 왕립 원예학 홀에서 개최된 모델 엔지니어회(Society of Model Engineers) 전시회 개막식에 조지 6세(당시 요크 공작)가 참석을 취소하면서 만들어졌다. 리차드는 당시 전시회 서기를 맡아보고 있었는데, 요크 공작의 불참에 분노해 공작의 자리를 차지할 "깡통으로 만들어진 사람을 만들"기로 했다.  이벤트 개회식에서, 에릭은 일어나서 인사한 다음, 4분동안 개회사를 했다.
로봇은 두 사람에 의해 움직였으며, 에릭의 목소리는 마르코니사의 라이선스를 받아 작동된다고 리차드가 주장한, 무선 신호로 수신돼 발화됐다. 다만 에릭은 일어나거나 앉기만 할 뿐, 다리는 움직일 수 없었다. 에릭의 가슴에는 카렐 차페크의 희곡 <R.U.R.>의 로봇 제조사를 따라한 'R.U.R.'이라는 글자가 새겨져 있었다.
첫 등장이 성공리에 끝난 이후, 에릭은 '영혼없는 인간, 로봇 에릭'(Eric the robot, the man without a soul)이라는 모토로 1929년도부터 뉴욕을 시작으로 세계 투어에 나섰다. 뉴욕 프레스는 그를 '완벽한 인간'으로 묘사했다. 그러나 얼마 지나지 않아, 에릭은 사라졌다. 에릭의 이야기를 연구한 런던 과학박물관의 큐레이터 벤 러셀은 '이 로봇이 이후에 어떻게 되었는지는 모르고 있으며, 그는 폭파되거나 재분리었을 것이다'고 결론내렸다.
2016년, 런던 과학박물관은 사진 등의 아카이브를 통해 모은 자료를 바탕으로 킥스타터를 통해 에릭을 재건해 냈으며, 에릭은 박물관의 영구 컬렉션에 추가됐다.